# DJ Marky
DJ Marky, nome artístico de Marco Antonio da Silva (São Paulo, 14 de junho de 1973), é um DJ e produtor musical brasileiro de drum'n'bass. Ao longo de sua carreira, Marky ganhou e foi indicado a dezenas de prêmios por seu talento no comando das pistas de dança.

## Carreira
Começou sua carreira usando o nome DJ Marky Mark (trocado posteriormente para evitar confundir com o ator e cantor norte-americano Mark Wahlberg) tocando em casas noturnas da periferia de São Paulo, onde cresceu.
Foi vencedor de um concurso de DJ promovido pela casa noturna Sound Factory (antiga Show Bizz). Sua fama cresceu no início dos anos 90 quando foi DJ residente das hoje lendárias casas noturnas Sound Factory e Toco Dance Club nos bairros Penha e Vila Matilde respectivamente, zona leste de São Paulo, perto de onde Marky morava. Nessa época, Marky trabalhava na loja de discos "Up Dance Music" em uma galeria no centro da cidade e assim teve acesso a discos que vinham de outros países (principalmente Inglaterra). Foi assim que Marky tornou-se um dos pioneiros da música eletrônica no Brasil e um ícone do Jungle e do Drum'n'bass no país.[carece de fontes?]
Em 2004 sua música "LK" apareceu no jogo MTV Music Generator 3  ao lado de músicas de nomes como Snoop Dogg e Sean Paul.

## Festas
Marky foi o idealizador e comandante da festa semanal Vibe, que começou em 1998 no Lov.e Club & Lounge na zona sul de São Paulo. Em setembro de 2005, Marky decidiu terminar a festa devido a divergências com a gerência da casa noturna. Após esse fato, Marky começou uma festa chamada Marky & Friends com uma proposta similar e realizada no casa noturna Emuzik, localizada no mesmo bairro do Lov.e. Nessa festa, que ocorria a cada dois ou três meses, Marky normalmente tocava acompanhado de um DJ internacional conhecido na cena drum'n'bass.[carece de fontes?]

O nome "Marky & Friends" foi o utilizado na tenda organizada por Marky dedicada ao drum'n'bass no Skol Beats 2006.
Após algumas edições da nova festa, Marky decide retomar a Vibe e descontinuar a Marky & Friends. Passado um ano do encerramento, em 21 de setembro de 2006 Marky volta a festa Vibe (agora quinzenal) no Lov.e.
Considerado um renovador do Drum’n’bass, com o nome de Marky Mark, abreviado para DJ Marky, foi descoberto pelo DJ inglês Bryan Gee, que o viu tocando numa boate em São Paulo em 1998. Impressionado pelos scratches de Marky, convidou-o a apresentar-se em Londres. Em 1997, foi a Londres, conheceu os DJs Hype e Goldie, este último um dos responsáveis pelo estouro do drum'n'bass na Inglaterra. O encontro com Bryan Gee foi decisivo para conquistar a Inglaterra, pátria do DnB. Hoje, Marky vai a Londres mensalmente tocar no Bar Rumba, em Piccadilly Circus. E mixa música ao vivo numa rádio londrina. Em 1999, foi considerado o DJ revelação do ano pela crítica britânica.[carece de fontes?]
Seu disco "Workin' the Mix" apresenta 15 músicas drum’n’bass mixadas por ele, de nomes como E-Z Rollers e DJ Swift. A gravação foi feita em casa, com duas picapes, um mixer e discos de vinil. Tudo pronto, mostrou à gravadora Paradoxx Music que abraçou o projeto.[carece de fontes?] Logo depois do lançamento, partiu em uma turnê que incluiu Canadá, Holanda, Irlanda e Inglaterra. No festival Close Up Planet, abriu o show da banda Prodigy, tocando para 20 mil pessoas, em maio de 1999. Tendo conquistado Brasil e Inglaterra, Marky tem sido elogiado pela habilidade de articulação sonora, com mixagens elaboradas que ligam uma música a outra de maneira precisa, e pelo bom gosto das escolhas e combinações de repertório.
Em 2003, Marky juntamente com XRS Land lançaram o primeiro selo brasileiro dedicado ao drum'n'bass, o In Rotation pela Innerground Records.[carece de fontes?]

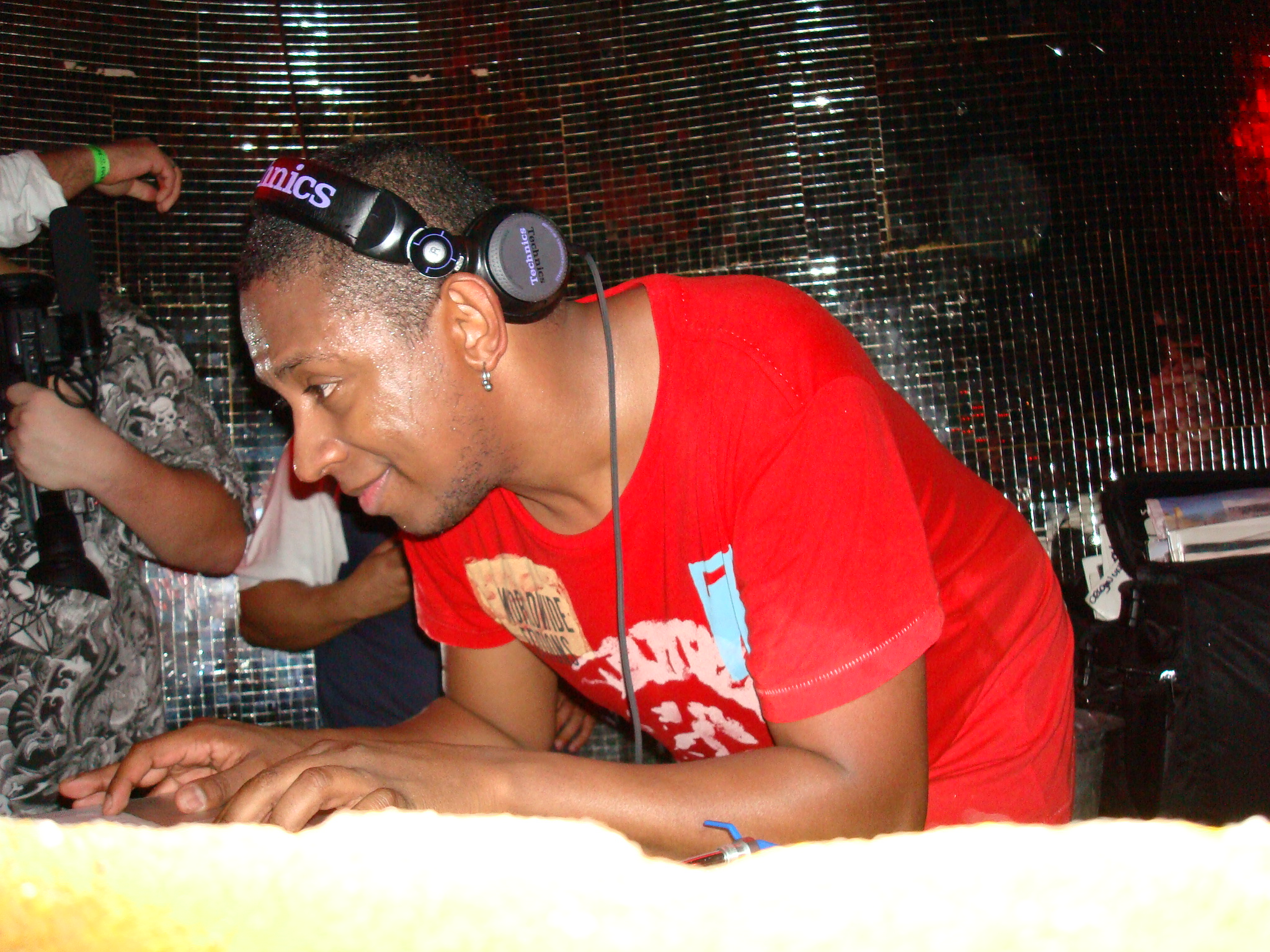
DJ Marky no Lov.e Club em 2008

### Flavour
A partir de 1 de Maio de 2009, Marky e DJ Andy inauguraram a festa Flavour no clube A Seringueira, na zona oeste da cidade de São Paulo. Desde Julho de 2009, a festa passou a acontecer semanalmente às sextas-feiras no mesmo local. A Flavour foi a primeira residência a ser incluída na programação do clube noturno, inaugurado em Março do mesmo ano.[carece de fontes?]

### Influences
Em 3 de março de 2012, Marky deu início no Vegas Club, localizado na região do Baixo Augusta em São Paulo, à festa Influences, na qual ele toca músicas de diversos gêneros musicais que influenciaram sua trajetória musical. Com o fechamento do Vegas Club ainda no início de 2012, a festa Influences passou a ser realizada  em outras casas, como o Lions Nightclub, na região central da cidade de São Paulo, e o Bar Secreto, em Pinheiros.

## Prêmios e indicações
| Prêmio                         | Categoria                                | Resultado |
| ------------------------------ | ---------------------------------------- | --------- |
| Knowledge Magazine Awards 2001 | Melhor DJ Internacional                  | Vencedor  |
| BBC XtraBass Awards 2007       | Melhor artista/DJ internacional          | Vencedor  |
| DJ Awards 2008                 | Melhor DJ da nação Dance do ano (Brasil) | Vencedor  |
| Rio Music Conference 2013      | Melhor DJ em 2012                        | Vencedor  |
| Rio Music Conference 2014      | Melhor DJ em 2013                        | Indicado  |
| Rio Music Conference 2014      | Personalidade do ano em 2013             | Vencedor  |
| Drum & Bass Awards 2022        | Melhor artista internacional             | Vencedor  |

## Discografia
Ao longo de sua carreira, DJ Marky lançou compilações e CDs mixados, além de suas próprias produções.
- DJ Marky Mark & Toco Jungle Tracks (Fieldzz, 1995) (Compilação)
- DJ Marky Mark presents Suburban Base Compilation (Fieldzz, 1995) (Compilação)
- DJ Marky Mark - Any Time (Fieldzz, 1996) (Compilação)
- DJ Marky Mark & DJ Julião - Toco Underground (Paradoxx, 1996) (Compilação)
- DJ Marky Mark - Workin' The Mix (Paradoxx, 1999) (CD mixado)
- DJ Marky - The Lowdown 7 (Knowledge Magazine, 1999) (CD mixado)
- DJ Marky - Audio Architecture (Trama, 2000) (CD mixado)
- DJ Marky - The Brazilian Job (Movement - V Recordings, 2001) (CD mixado)
- DJ Marky - Audio Architecture 2 (Trama, 2001) (CD mixado)
- DJ Marky - V Recordings - A History Lesson (DJ Magazine, 2002) (CD mixado)
- In Rotation (Universal Music / Innerground Records, 2004)
- DJ Marky - Bingo Sessions Volume 2  (Bingo Beats, 2005) (CD mixado)
- DJ Marky & Friends - The Master Plan (Innerground Records, 2007) (CD mixado)
- Influences: Compiled & Mixed by DJ Marky (2009) (CD Duplo)
- DJ Marky - Fabriclive. 55 (Fabric, 2011) (CD Mixado)
- DJ Marky - My Heroes (Innerground Records, 2015)
- DJ Marky - The Time Is Right (Shogun Audio, 2023)